# Urania (Vienne)
Urania est un institut public d'éducation et un observatoire astronomique situé à Vienne, en Autriche.
Il fut construit dans un style Art nouveau par l'architecte Max Fabiani, un élève d'Otto Wagner, sur les bords de la rivière Vienne et fut inauguré en 1910 par François-Joseph Ier d'Autriche comme un établissement éducatif avec un observatoire public. Il est nommé d'après la muse Urania qui représente l'astronomie.
Durant la Seconde Guerre mondiale, l'Urania est gravement endommagé et le dôme abritant l'observatoire est totalement détruit. Après sa reconstruction, il rouvre en 1957. L'observatoire lui-même fut par la suite régulièrement modernisé.
Actuellement, l'Urania possède des salles de séminaires dans lesquelles des classes et des lectures dans des domaines très divers sont organisées, une salle de théâtre et de cinéma, utilisée pour la Viennale, le festival annuel de cinéma de la ville, et un théâtre de marionnettes créé par l'acteur Hans Kraus. L'Urania abrite aussi un restaurant.

## Galerie photos

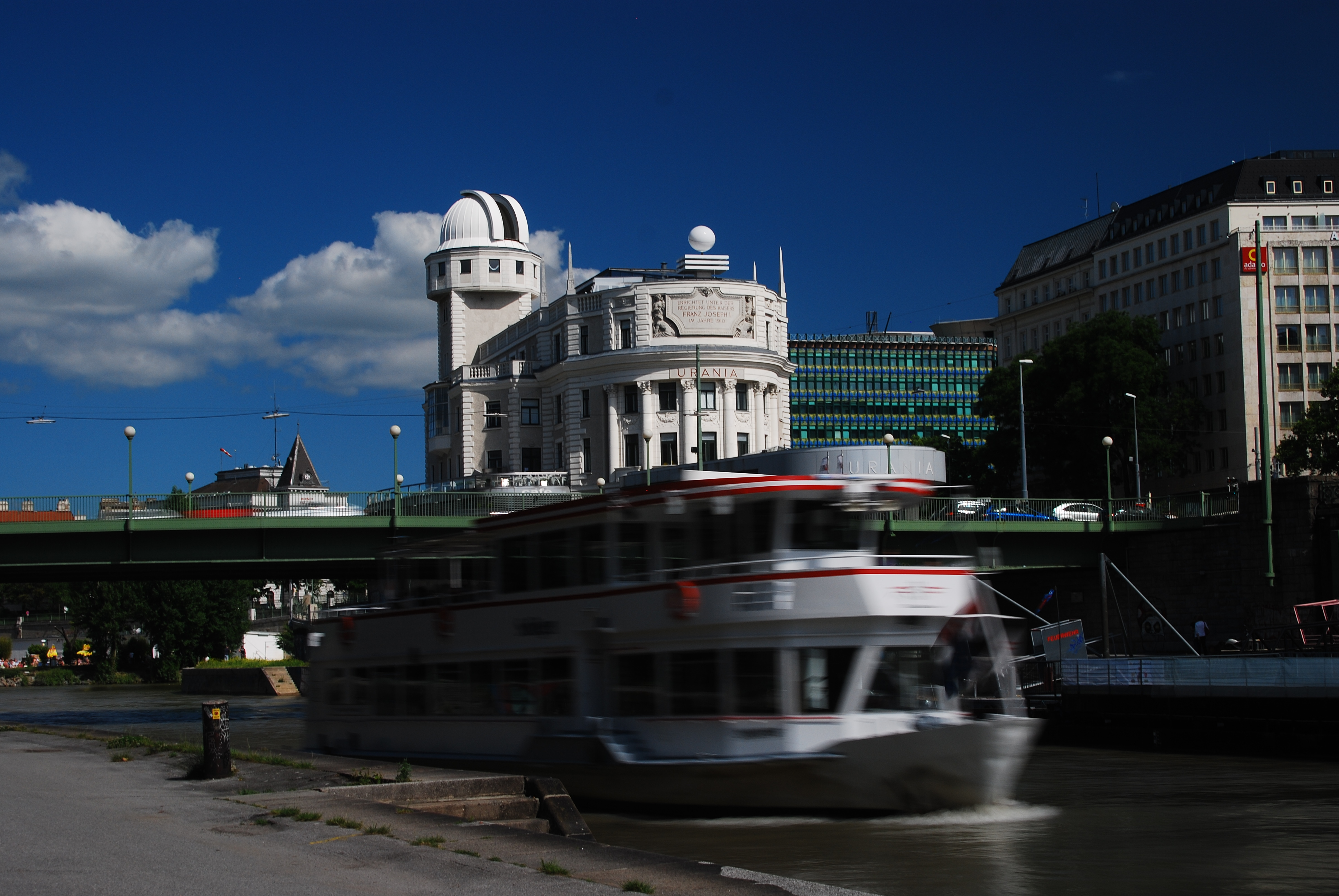
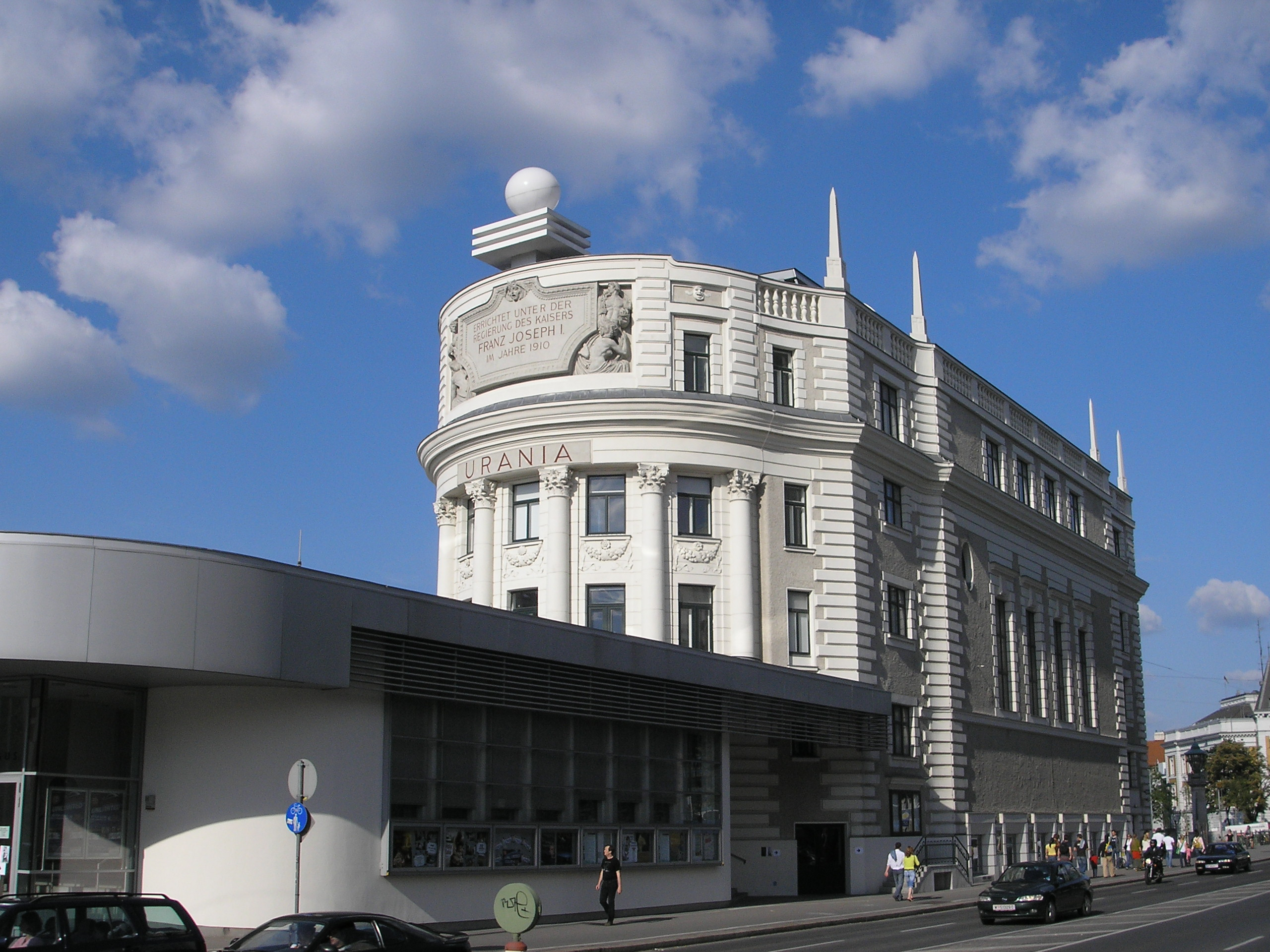
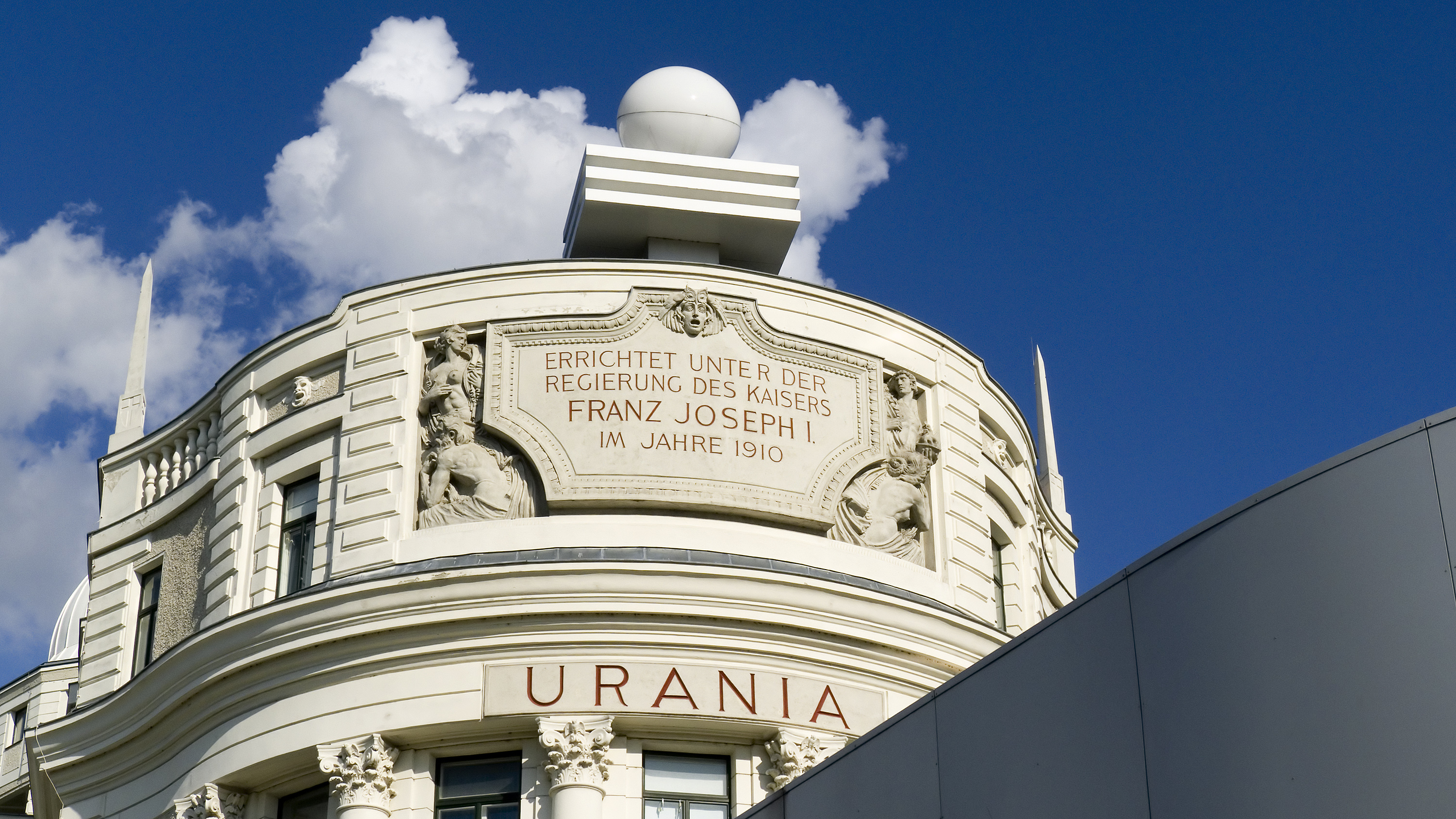
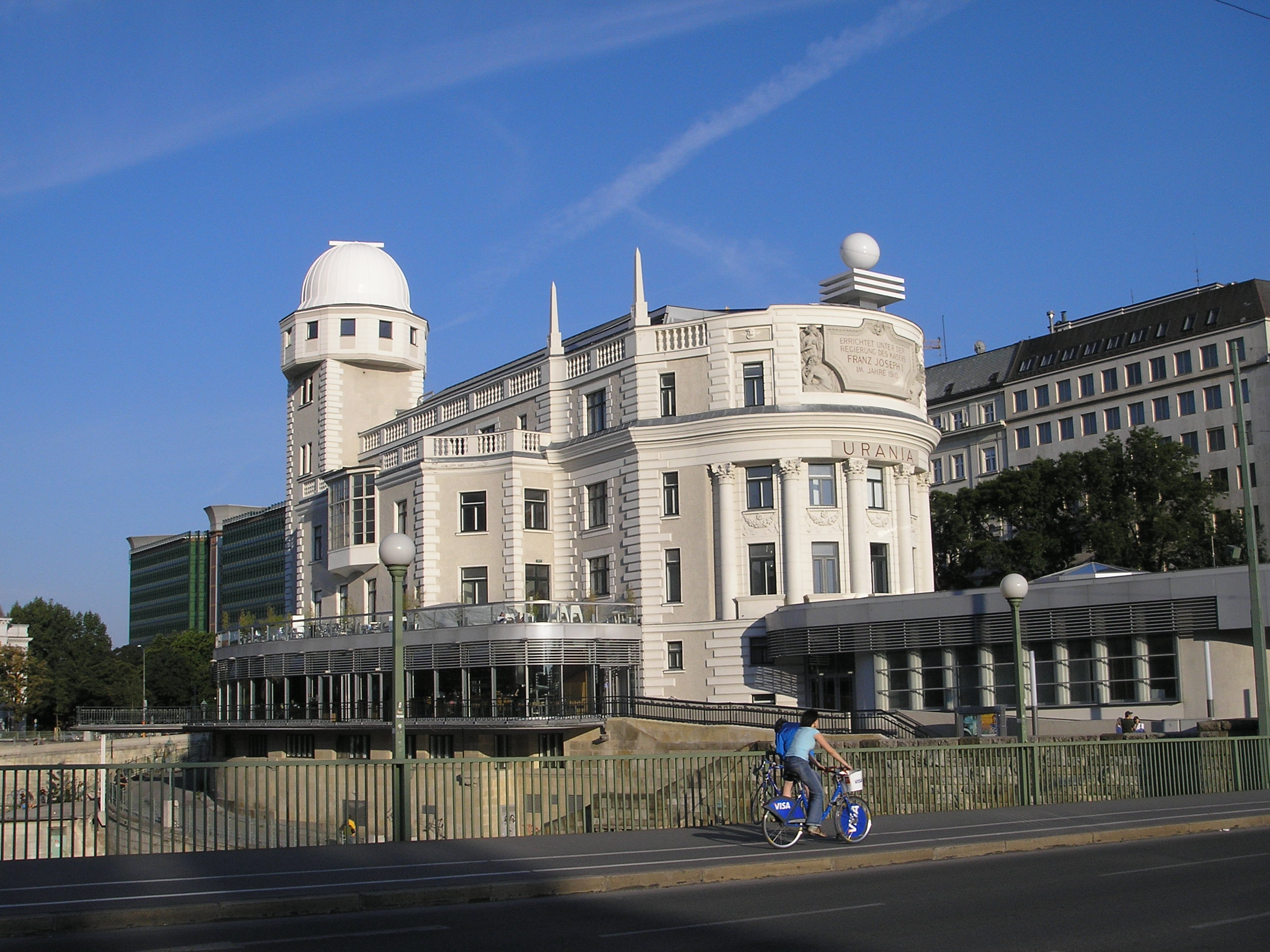
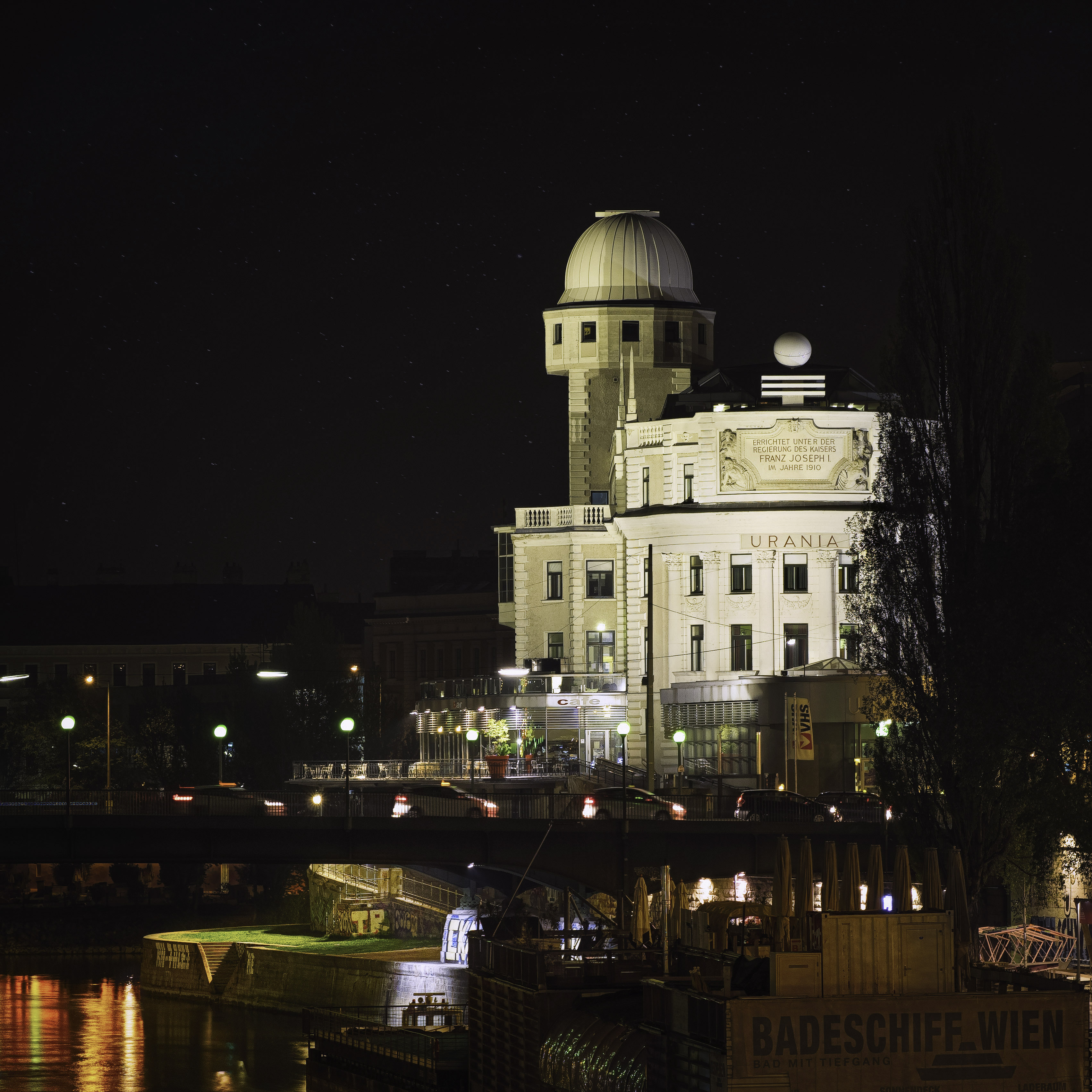
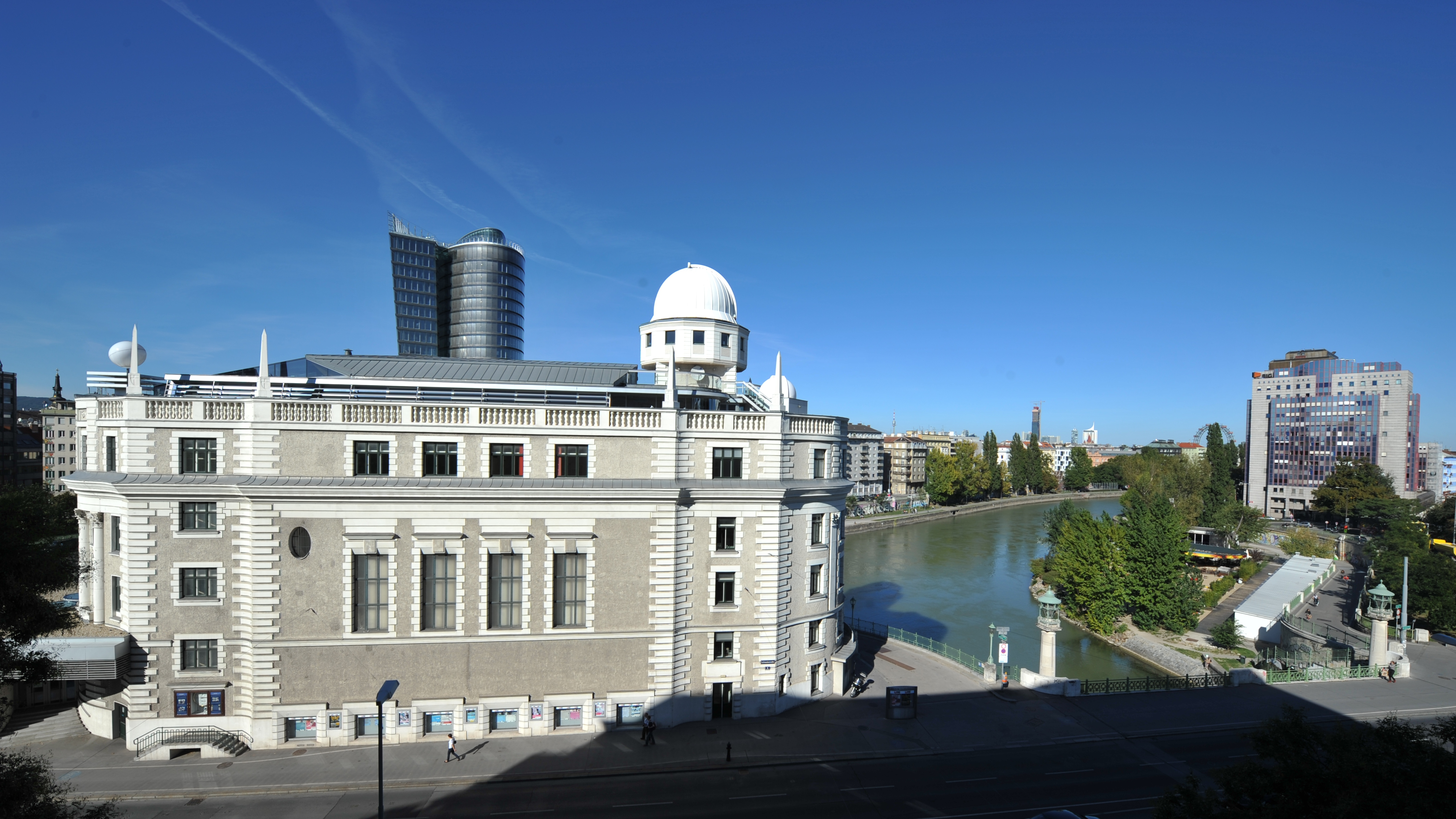